# Букер, Элисон
Э́лисон Бу́кер (англ. Alison Booker; 23 июня 1963, Эксетер — 1 июля 2010, Оксфорд, Оксфордшир, Англия, Великобритания) — английская телеведущая, радиоведущая и журналистка.

## Биография
Элисон дважды была замужем. От первого брака с Дэвидом Букер, который окончился разводом, у Букер было двое детей — дочь Джоанн Букер (род.1991) и сын Дуглас Букер (род.1992).
Вторым супругом Элисон стал Эндрю Чапман в мае 2006 года, с которым до их свадьбы она встречалась 5 лет.
Спустя 4 года после второго замужества, 1 июля 2010 года, 47-летняя Элисон скончалась после продолжительной борьбы с раком молочной железы, прожив 4 года в то время как ей было отведено докторами от 3 до 5 лет жизни.